# Stanisław Nagy (inżynier)
Stanisław Józef Nagy – polski inżynier, profesor nauk technicznych. Specjalizuje się w zagadnieniach z zakresu energetyki, górnictwa, geologii inżynierskiej, inżynierii i ochrony środowiska. Jego prace badawcze skupiają się na inżynierii gazowniczej, naftowej oraz termodynamice. Profesor i wykładowca w Katedrze Inżynierii Gazowniczej na Wydziale Wiertnictwa, Nafty i Gazu Akademii Górniczo-Hutniczej w Krakowie oraz Instytucie Gospodarki Surowcami Mineralnymi i Energią PAN. Sekretarz Komisji Zagrożeń Cywilizacyjnych Polskiej Akademii Umiejętności, członek Komitetów Górnictwa i Problemów Energetyki Polskiej Akademii Nauk. Specjalista do spraw inżynierii złóż geotermalnych w Centrum Podstawowych Problemów Gospodarki Surowcami Mineralnymi i Energią PAN. Członek korespondent Wydziału Nauk Technicznych PAN od 2019 roku.
Absolwent studiów na kierunku górnictwo i geologia krakowskiej AGH (rocznik 1984). Doktoryzował się w 1988 roku na podstawie pracy zatytułowanej Wpływ procesu kondensacji frakcjonowanej na efekt dławienia izentalpowego kondensatowego gazu ziemnego. Habilitację uzyskał w 2004 na tej samej uczelni pisząc rozprawę pt. Zjawiska adsorpcyjne i kapilarne w układach gazowo-kondensatowych w zbitych skałach porowatych.
Tytuł profesora nauk technicznych nadano mu w 2013 roku.
Wizytował między innymi Technische Universität Bergakademie we Freibergu oraz Uniwersytet Al-Farabiego w Ałmaty.

## Wybrane publikacje naukowe
Jest autorem lub współautorem następujących publikacji naukowych:
- Reservoir engineering assessment of low-temperature geothermal resources in the Skierniewice municipality (Poland)
- Numeryczne modelowanie rozprzestrzenienia się zanieczyszczeń ropopochodnych w wodach podziemnych
- The early time condensation in the near well zone during non-stationary and non-isothermal flow of gas condensate system
- WYKORZYSTANIE ODWIERTÓW POEKSPLOATACYJNYCH DO CELÓW GEOTERMALNYCH
- NUMERYCZNE PROGNOZOWANIE WARUNKÓW HYDRODYNAMICZNYCH W WODACH PODZIEMNYCH W PROCESIE OCHRONY NATURALNYCH CIEKÓW WODNYCH
- 04/00141 Estimation of natural-gas consumption in Poland based on the logistic-curve interpretation: Siemek, J. et al. Applied Energy, 2003, 75, (1–2), 1–7

- Analysis of usefluness of some algorithms for steady state simulation in the loop gas networks

## Nagrody i wyróżnienia
- Złoty Krzyż Zasługi (2022)[4]
- Srebrny Krzyż Zasługi (1999)[5]
- Generalny Dyrektor Górniczy I stopnia
- Medal Zasłużony dla Górnictwa Naftowego i Gazownictwa
- Medal Komisji Edukacji Narodowej[2]